# Reacciones a los atentados de 2005 en Londres

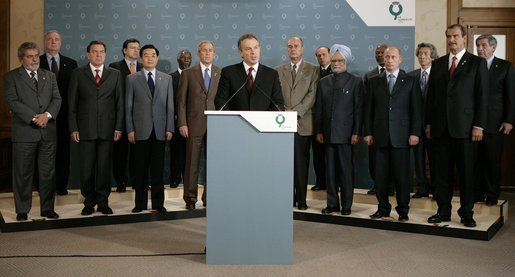
Los líderes del G8 respondieron a los ataques terroristas en el metro de Londres.

El Parlamento Europeo reunido en Estrasburgo hizo un minuto de silencio . Según su Presidente, Josep Borrell, había habido un gran número víctimas en Londres.
- Francia:
  - Intervención del primer ministro Dominique de Villepin a las 12:50 que confirman un importante número de víctimas y elevan el Plan Vigipirate al nivel rojo.
  - Jacques Chirac expresa la "solidaridad total de Francia".
  - Bertrand Delanoë declara: "en estos momentos somos todos londinenses".
  - A raíz del refuerzo del plan Vigipirate, la vigilancia se refuerza en todos los lugares públicos, en particular, los aeropuertos y las estaciones ferroviarias. La SNCF anuncia que las idas y vueltas de la línea franco-británica Eurostar se mantienen, pero invitan a los viajeros a cambiar su salida. Todos los cubos de basura del metro parisino son cerrados.
- Según el AFP una fuente próxima al IRA declaró que el IRA no tiene nada que ver con estos atentados.
- España:
  - José Luis Rodríguez Zapatero, Presidente del Gobierno español ha ofrecido "la total cooperación de España para llevar ante la justicia a los responsables de los ataques" en una rueda de prensa en la que también muestra su solidaridad con Londres y anuncia el refuerzo de las medidas de seguridad en España: "Los terroristas no conseguirán que abandonemos nuestros principios y valores. La fuerza moral de la democracia es mayor que el terrorismo".
  - Mariano Rajoy, líder de la oposición, declaró que "hay quien ha decidido hacernos una guerra" y por este motivo el terrorismo "debe ocupar la agenda política de los países democráticos" con el fin de "dar una batalla con la mayor contundencia posible" para la defensa de la vida y de los derechos.
  - 8 de julio: Varios expertos de inteligencia y técnicos del TEDAX que ayudaron en los atentados del 11 de marzo en Madrid viajan a Londres para colaborar en la investigación.
- Canadá El primer ministro Paul Martin da sus condolencias a las familias de las víctimas del atentado.
- Su Santidad el Papa Benedicto XVI califica a los ataques como "inhumanos".
- Nueva Zelanda: El primer ministro Helen Clark ha compartido con el gobierno británico el "profundo shock y la simpatía del pueblo y el gobierno de Nueva Zelanda".
- Israel: El ministro israelí de asuntos exteriores (Silvan Shalom) ha dicho: "El terror no es grande solamente en Israel, el mundo entero debería castigar a los atacantes".
- Rusia: el presidente Vladímir Putin ha expresado sus condolencias acerca de los ataques y ha llamado a todos los países a unirse en la lucha contra el terrorismo internacional.
- México: el presidente Vicente Fox expresó el "profundo pesar de la nación mexicana ante estos lamentables sucesos" y ofreció intensificar su lucha antiterrorista, iniciando con la puesta en marcha del plan de emergencia de vigilancia de la red nacional de transportes y cruces fronterizos con los EE. UU.AA.
- Australia: el primer ministro John Howard ha afirmado "Es importante que estemos hombro con hombro con nuestros aliados británicos en un momento como este".
- Estados Unidos: el presidente George W. Bush dijo: "No nos rendiremos a los terroristas, y los encontraremos y llevaremos ante la justicia".

- Datos: Q7315971